# Teresa Abelleira
Teresa Abelleira (født 9. januar 1999) er en kvindelig spansk fodboldspiller, der spiller midtbane for Real Madrid i Primera División og Spaniens kvindefodboldlandshold. Hun har tidligere spillet for Deportivo La Coruña.
Hun fik sin officielle debut på det spanske landshold i 27. november 2020 i en 10–0-sejr Moldova, som indskiftning for Aitana Bonmatí. Efterfølgende blev hun for første gang udtaget til landstræner Jorge Vildas officielle trup mod EM i fodbold for kvinder 2022 i England.
Hun var med til at vinde U/19-EM i fodbold 2018 i Schweiz, med resten af det spanske U/19-landshold.